# Gian Mario Spacca
Gian Mario Spacca (Fabriano, 16 febbraio 1953) è un politico italiano, Presidente della Regione Marche dal 2005 al 2015.

## Biografia
Gian Mario Spacca nasce a Fabriano il 16 febbraio 1953.
Frequenta la facoltà di Scienze politiche a Roma dove si laurea nel 1976, il relatore della sua tesi è Aldo Moro.
La sua carriera professionale inizia nel 1979 entrando a far parte come dirigente dell'ufficio studi della Merloni Finanziaria. Durante questo periodo entra nel consiglio direttivo della Fondazione Aristide Merloni dove coordina le attività culturali e di ricerca fino al 1990. Tra i vari incarichi è anche direttore responsabile della rivista Economia Marche de Il Mulino.
Diventa nel 1990 consigliere regionale coprendo l'incarico di presidente della Commissione Urbanistica e Ambiente. Durante la legislatura viene nominato assessore all'Artigianato, Industria, Formazione Professionale e Lavoro.
Viene rieletto consigliere regionale nel 1995. In questa legislatura viene riconfermato assessore alle attività produttive. Nelle consultazioni regionali del 2000 viene rieletto consigliere regionale e ricopre l'incarico di vicepresidente della Regione Marche.
Partecipa alle elezioni amministrative del 2005 e il 4 aprile viene eletto presidente della Regione Marche per la coalizione L'Unione per le Marche con il 57.75% dei voti.
Successivamente entra a far parte del Comitato delle Regioni dell'Unione Europea.
Si ripresenta per il secondo mandato a presidente della Regione Marche sostenuto da una coalizione di centrosinistra formata da Partito Democratico-Alleanza Riformista-API-IDV-I Verdi-UDC-Lista "Gian Mario Spacca Presidente". Il 29 aprile 2010 viene rieletto alla presidenza della regione con il 53,17% di preferenze battendo Erminio Marinelli (Centro destra) e Massimo Rossi (SEL+FdS)
Il 23 aprile 2009 viene nominato membro dell'ARLEM Assemblea Euromediterranea.
Il 4 dicembre 2010 viene nominato commissario delegato per la Protezione Civile per il Congresso Eucaristico 2011 che si è svolto nella Provincia di Ancona tra il 3 e l'11 settembre 2011 concludendosi con la messa celebrata da papa Benedetto XVI.
Nel 2012 si allontana dal PD e fonda la lista Marche 2020, con la quale si candida come presidente della Regione per le amministrative del 2015 sostenuto da Forza Italia, Area Popolare, Italia 2020 e Democrazia Cristiana.
Il 31 maggio 2015 con il 14,21% e 86.848 voti si piazza al quarto posto alle elezioni dietro a Luca Ceriscioli del Partito Democratico, Giovanni Maggi del Movimento 5 Stelle e di Francesco Acquaroli di Fratelli d'Italia e Lega.
Nel 2023 partecipa alla fondazione di Base Popolare con i centristi Giuseppe De Mita, Gaetano Quagliariello, Mario Mauro, Marco Follini e Lorenzo Dellai. Spacca diventa il presidente dell’associazione. Due anni dopo Base Popolare si presenta ufficialmente con il centro-destra a sostegno della ricandidatura di Francesco Acquaroli alle regionali nelle Marche.

## Impegni in ambito europeo
Il 3 febbraio 2011 viene nominato dal Comitato delle Regioni d'Europa relatore della richiesta di parere Cooperazione territoriale nel Mediterraneo attraverso la macroregione Adriatico-Ionica
Il 31 gennaio 2013 viene eletto alla guida dell'Intergruppo Adriatico-Ionico del Comitato delle Regioni d'Europa, un organismo composto dai gruppi politici presenti nel Parlamento europeo. Sempre nell'ambito del Comitato delle Regioni d'Europa, il 30 maggio 2013 viene eletto capo della delegazione italiana a Bruxelles.
Il 3 luglio 2013 a Bruxelles ha ricevuto il riconoscimento European Entrepreneurial Regions 2014 (Premio Regione Imprenditoriale Europea) con cui il Comitato delle regioni premia le regioni che si sono contraddistinte in Europa per la loro visione e spirito imprenditoriale..